# Milagros Caturla
Milagros Caturla (Barcelona, 1920- San Cugat del Vallés 2008) fue una fotógrafa aficionada española. Su obra destaca por captar con sus imágenes la vida cotidiana de Barcelona de finales de los años 1950 y de los 1960.

## Biografía
Nació en Barcelona en 1920. Era la séptima, entre nueve hijos, de Luis Caturla, un teniente coronel de Infantería, y de Josefa Soriano. Su adolescencia y juventud coincidió con los años de la Segunda República Española. Obtuvo el título de maestra pero nunca llegó a ejercer. Antes de ser funcionaria de la Diputación Provincial de Barcelona, trabajó de modista en su taller, situado en el domicilio de sus padres, así como para una empresa de alimentación.
Su afición a la fotografía le hizo comprarse una Leica M2, en aquel momento la más barata de la marca y montarse su propio laboratorio de revelado en casa, en la calle Valencia de Barcelona. El equipo lo compró con su propio sueldo. Se vio obligada a abandonar la fotografía cuando tuvo que trasladarse a un piso en el Distrito de Ciutat Vella donde no tenía sitio para instalar su laboratorio fotográfico.
Murió en San Cugat del Vallés el 28 de marzo del 2008.

## Socia de la Agrupación Fotográfica de Cataluña
En su segundo destino en la Diputación estuvo en el departamento de agrimensura, donde tuvo contacto con la fotografía aérea. Sin embargo, a ella le interesaba otro tipo de expresión fotográfica. En consecuencia ingresó en la Agrupación Fotográfica de Cataluña el 26 de octubre del 1957, con el número de socia 1.859. Ese mismo año  ingresó como socio Joan Colom. En esa época destacaba el reportaje fotográfico en la calle de Francesc Català Roca y Xavier Miserachs.
Dos años después Eugeni Forcano presentó sus primeros trabajos en la Asociación. Pero para las mujeres no era tan fácil destacar como para Forcano o Colom. Aunque en la Asociación, fundada el 1923, se había intentado desde el mismo momento de su nacimiento tener un grupo femenino; la realidad fue que en 1924 se  apuntaron dos mujeres, Mercè Vilamur y Paulina Macià, pero su proyecto no prosperó. Según Victoria Bonet, historiadora de la AFC, ser mujer en aquel contexto no era nada fácil. Así en una entrevista, Carmen García Pedrosa, una de las fotógrafas, explicó que las insultaban cuando salían a la calle con las cámaras y les gritaban que se  fueran a casa a fregar platos.

## Hallazgo de su obra
Un aficionado a la fotografía, Tom Sponheim, que se encontraba de vacaciones por Europa en 2001, compró unos negativos de fotografías en el mercado barcelonés de los Encantes viejos, en una mañana de diciembre en que fue a visitarlo. Cuando volvió a Seattle, quedó muy sorprendido al descubrir el contenido de aquellos nueve sobres, por los que había pagado 3,50 euros. "Al llegar a casa, revelé al azar un negativo y apareció una niña vestida con el uniforme de escuela, que está detenida detrás el banco donde dos viejas están hablando. Me sorprendió lo maravillosa que era esa fotografía". A partir de ahí inició la búsqueda del autor.
Begoña Fernández se encargó de investigar la autoría de las fotos y  descubrió que aquellas fotos eran de Milagros Caturla, una anónima funcionaria ya fallecida. Begoña Fernández en su investigación tenía la sospecha que se trataba de una mujer ya que muchas imágenes habían sido realizadas en una escuela y en ellas aparecían exclusivamente niñas, y sería extraño que un hombre hubiera traspasado esta frontera de separación de sexos en aquella época. La escuela era la Escuela Carmen Tronchoni, conocida hoy como Tres Pinos.
En la época franquista, a caballo de los años 50 y 60, las distracciones y aficiones a través de las cuales expresar la creatividad en fotografía eran pocas y los llamados salones fotográficos  eran una excepción. Eran concursos para aficionados, donde intentaban recrear el estilo de los maestros de esta profesión. Como la Agrupación Fotográfica de Cataluña colecciona todos sus boletines y los premios de los salones están clasificados, se localizó un premio de 1961 que correspondía a un negativo de los que se encontraron en los Encantos en 2001. Se titulaba "Fervor", en ella, una mujer con un rosario en la mano reza con un gesto de desconsuelo en la cara.
Las fotografías que realizó Milagros recibieron bastantes premios, en ocasiones en concursos solo para mujeres, pero también en concursos generales. El 1961 quedó segunda en el premio fotográfico de las fiestas de Gracia, solo por detrás de Eugeni Forcano.